# Syzygium courtallense
Syzygium courtallense är en myrtenväxtart som först beskrevs av James Sykes Gamble, och fick sitt nu gällande namn av Arthur Hugh Garfit Alston. Syzygium courtallense ingår i släktet Syzygium och familjen myrtenväxter. Inga underarter finns listade i Catalogue of Life.